# سیرز هولدینگز

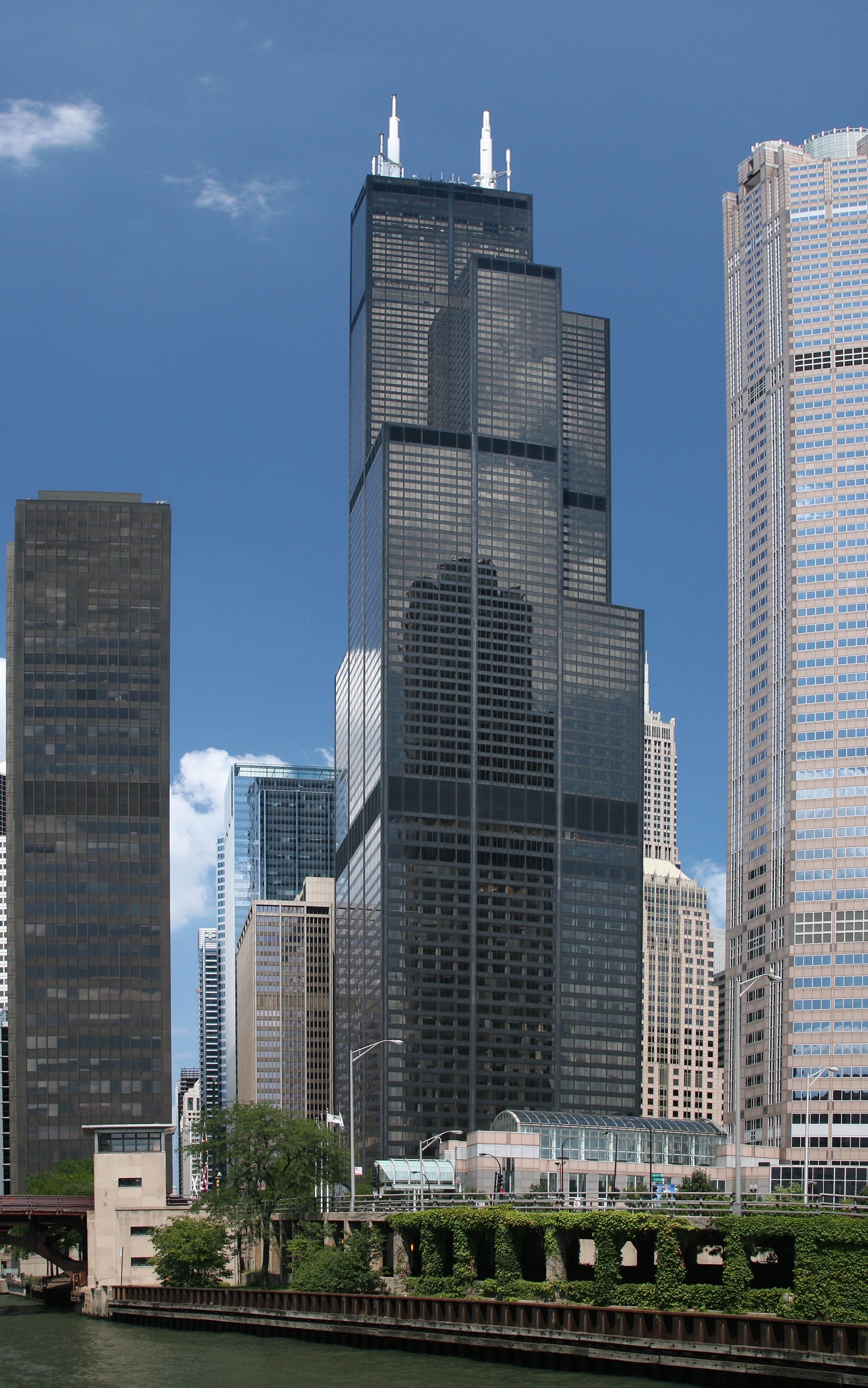
ساختمان اداری سیرز در شیکاگو، یکی از بلندترین ساختمان‌های ایالات متحده

سیرز هولدینگز (به انگلیسی: Sears Holdings) شرکت چندملیتی آمریکایی است، که در سال ۲۰۰۵ از ادغام دو شرکت کی‌مارت و سیرز راه اندازی شد.
شرکت سیرز هولدینگز در حال حاضر مالک شبکه‌ای از ۴٫۰۰۰ شعبه خرده‌فروشی با نام‌های تجاری سیرز و کی‌مارت می‌باشد. این شرکت هم‌اکنون پس از شرکت‌های وال‌مارت، کروگر، تارگت، والگرینز، هوم دیپو، کاستکو، سی‌وی‌اس، لاوز و بست بای در رتبه دهم از بزرگترین شرکت‌های خرده‌فروشی جهان قرار دارد.
دفتر مرکزی این شرکت در شهر تروی، میشیگان، ایالات متحده آمریکا قرار دارد و بخشی از سهام آن در بازار بورس نزدک معامله می‌شود.